# Saarepeedi (plaats)
Saarepeedi is een plaats in de Estlandse provincie Viljandimaa, behorend tot de gemeente Viljandi vald. De plaats heeft de status van dorp (Estisch: küla).
Tot 2013 vormde Saarepeedi een afzonderlijke landgemeente (Saarepeedi vald) met een oppervlakte van 98,3 km² en 1318 inwoners (2013). Deze telde twaalf dorpen, waarvan het naamgevende dorp het grootste was. 
Buiten Saarepeedi bevindt zich een archeologisch monument, de resten van de aarden burcht Naanu (Naanu linnus), die aan het begin van de 13de eeuw werd verlaten.

## Bevolking
Het dorp had 295 inwoners op 31 december 2011 en 294 inwoners op 31 december 2021.